# Kim Hyun-woo (Fußballspieler, 2001)
Kim Hyun-woo (kor. 김현우; * 10. Oktober 2001) ist ein südkoreanischer Fußballspieler.

## Karriere
Kim Hyun-woo erlernte das Fußballspielen in der Schulmannschaft der Aomori Yamada High School in Japan sowie in der japanischen Universitätsmannschaft der Tokoha University. Seinen ersten Vertrag unterschrieb er am 1. Februar 2024 bei Ōita Trinita. Der Verein aus Ōita spielt in der zweiten japanischen Liga, der J2 League. Sein Zweitligadebüt gab er am 3. Mai 2024 (13. Spieltag) im Auswärtsspiel gegen Ventforet Kofu. Bei dem 2:1-Auswärtserfolg wurde er in der 89. Minute für Shun Nagasawa eingewechselt.